# スコット・ファーディー
スコット・ファーディー（Scott Fardy、1984年7月5日 - ）は、オーストラリア・シドニー出身 の元ラグビー選手。現在ジャパンラグビーリーグワンNECグリーンロケッツ東葛のコーチを務めている。ポジションはロック。かつてはフランカーをやっていた。

## 略歴
バーレンジョイ高校卒業後、2008年、スーパーラグビーのフォース（豪州パース）に加入。1シーズンプレーした。
2009年（平成21年）、トップイーストリーグ1部の釜石シーウェイブス（岩手県釜石市）に加入。同年9月13日に行われた同リーグ第1節のセコムラガッツ戦に先発出場し、日本での公式戦初出場を果たした。同リーグでは3シーズンプレーした。
2012年、スーパーラグビーのブランビーズ（豪州キャンベラ）に加入。
2013年、オーストラリア代表（愛称:ワラビーズ）に初選出された。
2015年、ラグビーワールドカップ2015のオーストラリア代表に選出された。
2017年、プロ14に所属するアイルランドのレンスター・ラグビーに移籍、2017-18年シーズンの同クラブの2冠(プロ14とヨーロピアンラグビーチャンピオンズカップ)に貢献した。
2021年、今シーズン限りで現役引退を発表。同年6月、NECグリーンロケッツ東葛のコーチに就任。

## 人物・エピソード
2011年（平成23年）3月11日に発生した東北地方太平洋沖地震（東日本大震災）において、所属する釜石シーウェイブスの本拠地・釜石市が壊滅的被害を受けた。東京電力福島第一原子力発電所事故 の発生を受け、3月16日にはアメリカ合衆国政府が同原発から半径50マイル（約80km）の範囲からの退避を勧告し、オーストラリアも同様の勧告をした。またオーストラリアは、岩手県を含む被災地等 への旅行自粛を促し、さらに東京および以北にいる自国民に退避の検討を呼びかけた。プロ野球やJリーグなどに所属する外国人選手が一時帰国する中、オーストラリア大使館員が避難するかどうか訊きにわざわざ同市まで来たが、同チームに所属するピタ・アラティニ（ニュージーランド出身）らと共に日本に残ると決め、同市等でのボランティア活動などを積極的におこなった。
こうした貢献が評価され、2022年8月10日、同年度の外務大臣表彰を受けた。